# Hinapia
Hinapia (кор. 희나피아; аббревиатура от Hi New Amazing Utopia, стилизуется как HINAPIA) — южнокорейская гёрл-группа, сформированная компанией OSR Entertainment в 2019 году. Коллектив состоит из пяти участниц: Минкён (она же лидер), Кёнвон, Ыну, Йебин и Бады.
Дебют состоялся 3 ноября 2019 года с сингловым альбомом New Start.

## Карьера

### 2017—19: Предебют
Минкён, Кёнвон, Ыну и Йебин были трейни Pledis Entertainment, и в марте 2017 года дебютировали в составе гёрл-группы Pristin с мини-альбомом Hi! Pristin. 23 августа они вернулись с мини-альбомом Schxxl Out, после чего одна из участниц группы, Кайла, взяла перерыв в деятельности коллектива. В мае 2018 года состоялся дебют саб-юнита Pristin V, куда вошли Минкён, Кёнвон, Ыну и Йебин, но в результате слишком долгого перерыва от групповой деятельности Pristin были расформированы в мае 2019 года.

21 октября участницы подписали контракты с AlSeulBit Entertainment (позднее агентство переименовали в OSR Entertainment), и было подтверждено, что они дебютируют в новой женской группе вместе с ещё одной участницей — Бадой. 24 октября было объявлено название группы — Hinapia.

### 2019—настоящее время: Дебют сNew Startи расформирование
30 октября 2019 года Hinapia впервые выступили с синглом «Drip» на Show Champion. Официально сингловый альбом New Start был выпущен 3 ноября, шоукейс состоялся на следующий день. «Drip» не удалось дебютировать в Gaon Digital Chart, но он попал в топ-20 Billboard World Digital Songs Sales, что сделало Hinapia одиннадцатой женской корейской группой, попавшей в данный чарт с дебютной песней. 9 декабря было объявлено имя фандома — Юби (англ. UBY), а также официальный цвет — красный георгин. «U» от слова «Утопия» и «BY» от фразы «By Your Side», а цвет означает, что благодаря поддержке поклонников Hinapia становятся сильнее.
2 февраля 2020 года было объявлено о камбэке Hinapia с «более взрослым образом, чем раньше», однако он так и не состоялся. В начале августа появилась информация о возможном расформировании группы ввиду финансового кризиса OSR из-за пандемии коронавируса, однако подтверждения от агентства не последовало. 21 августа OSR объявили о расформировании группы и о завершении контрактов всех участниц с агентством.

## Участницы

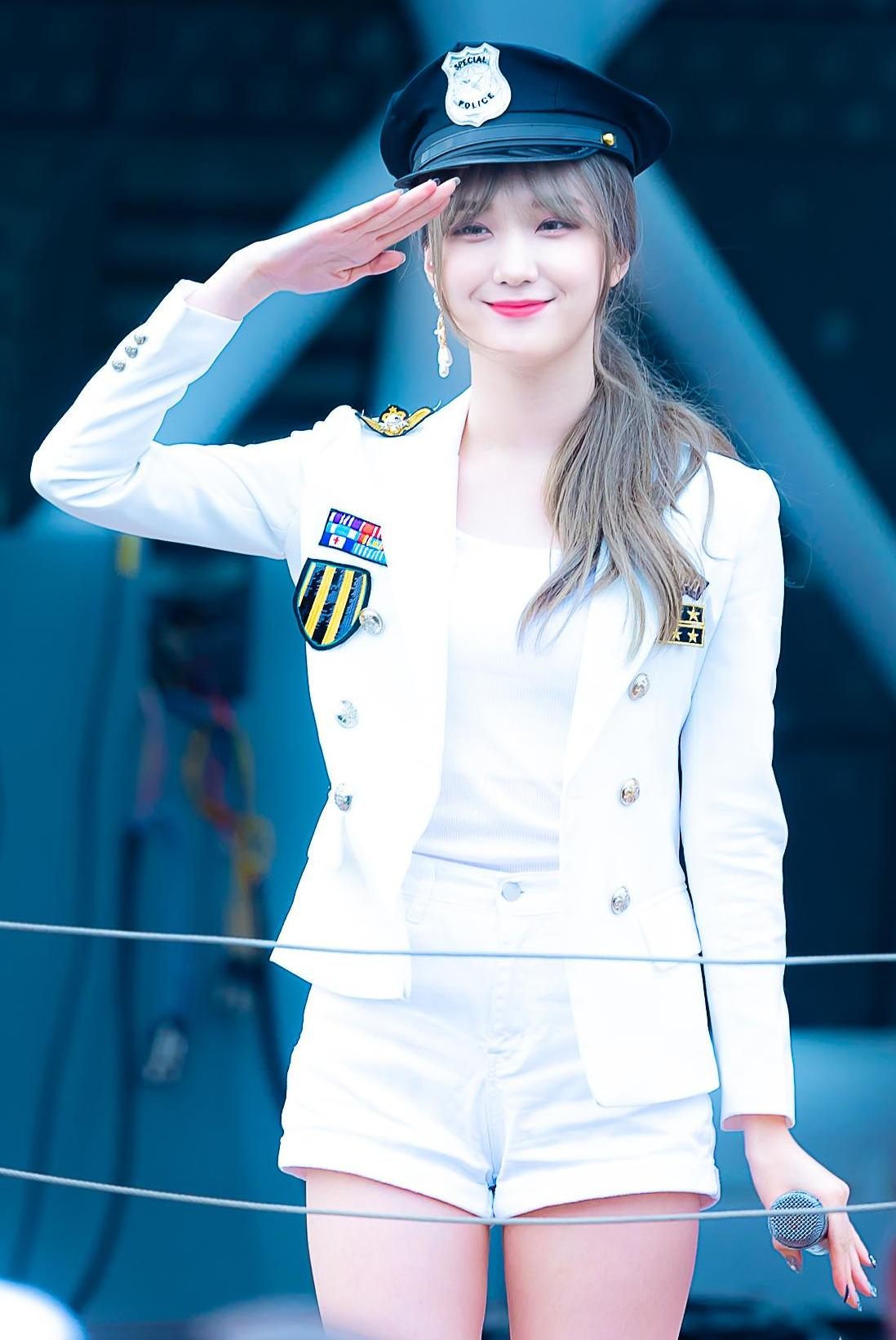
Минкён
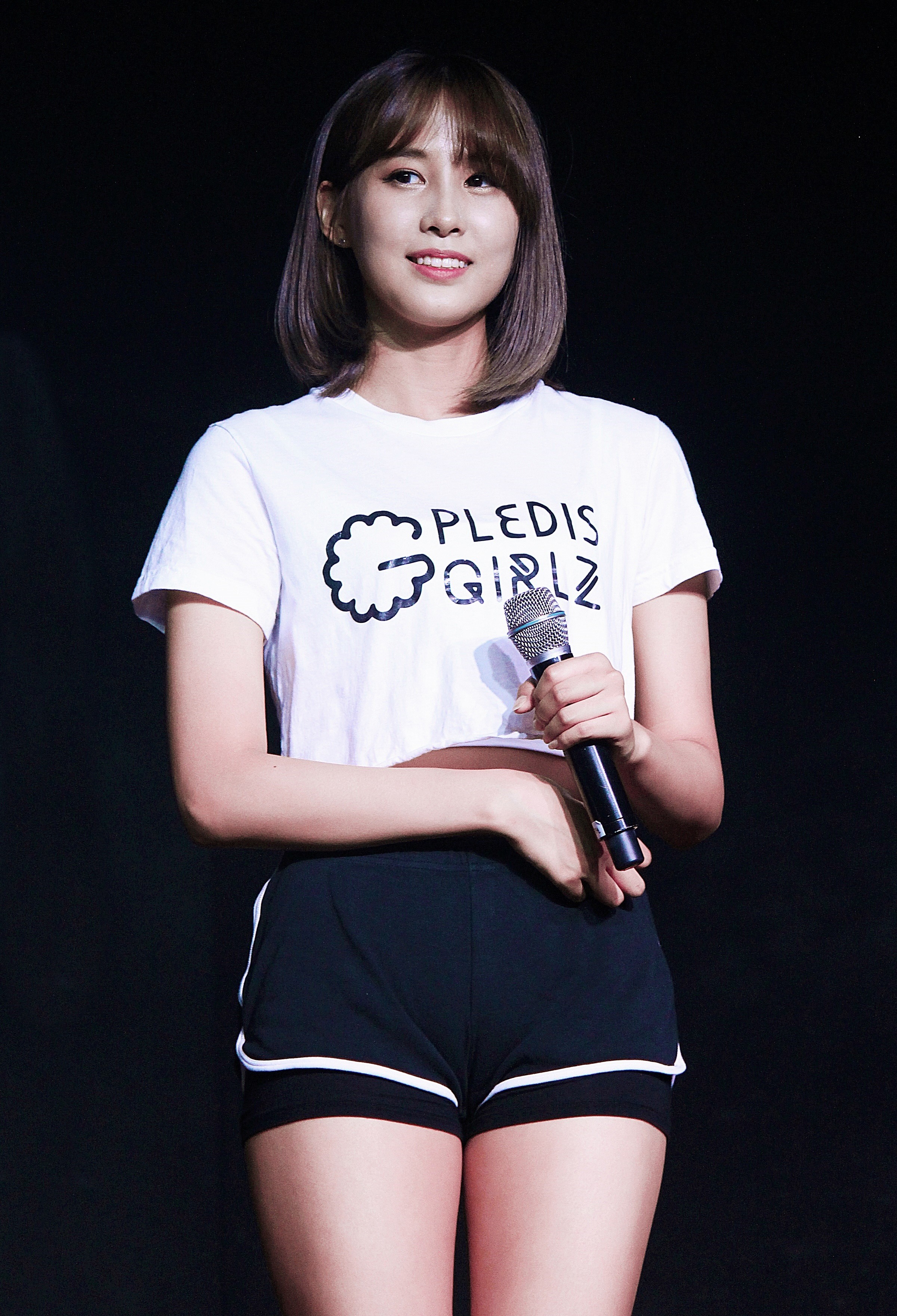
Кёнвон
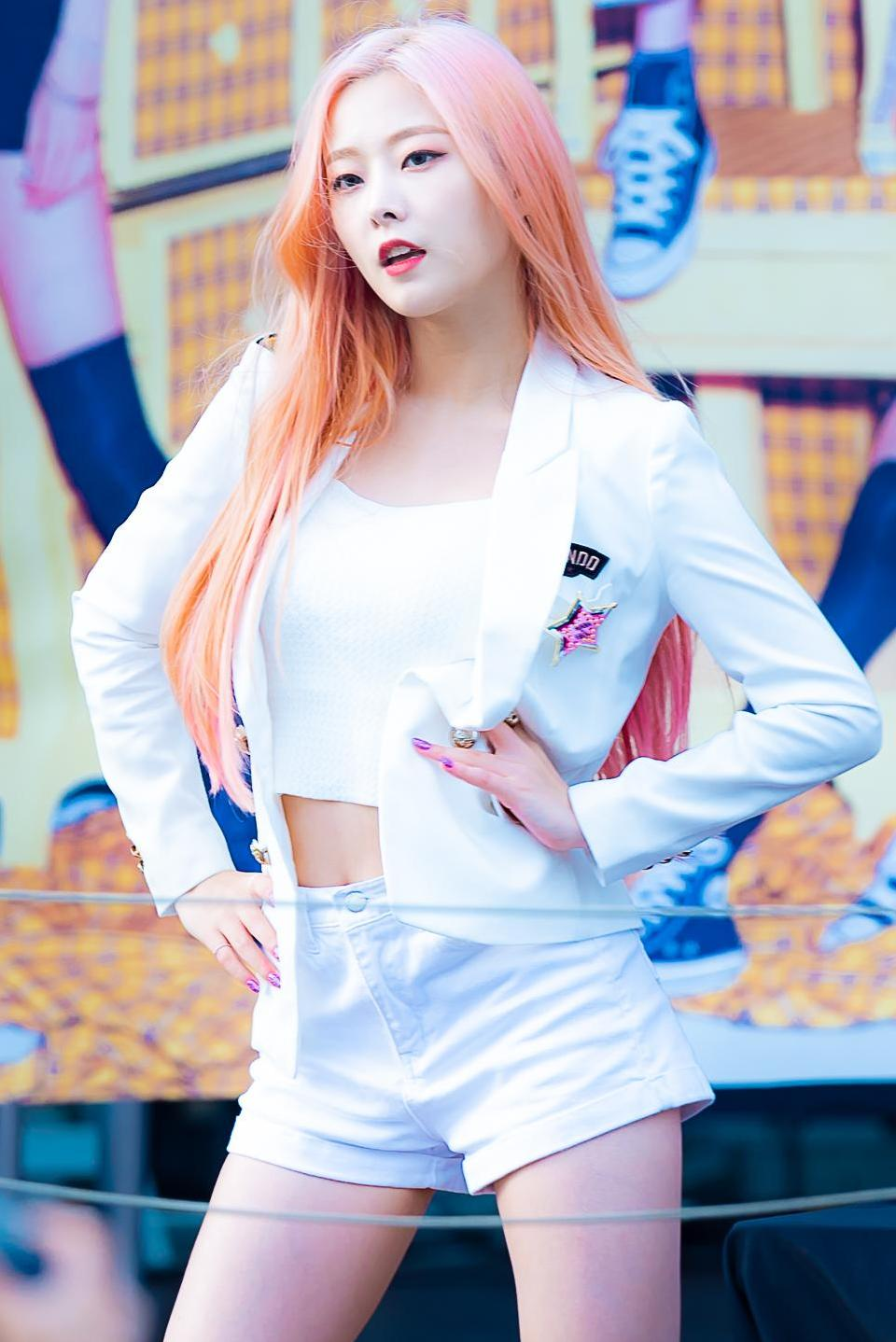
Ыну
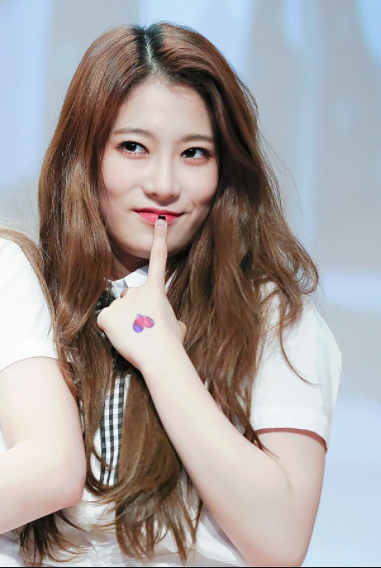
Йебин

| Сценический псевдоним | Сценический псевдоним | Дата рождения | Позиция в группе                      |
| Основной              | Настоящие имя         | Дата рождения | Позиция в группе                      |
| --------------------- | --------------------- | ------------- | ------------------------------------- |
| Минкён                | Ким Мин Кён           | 29.07.1997    | Лидер, ведущая вокалистка             |
| Кёнвон                | Кан Кён Вон           | 05.11.1997    | Вокалистка                            |
| Ыну                   | Чон Ы Ну              | 01.07.1998    | Главная вокалистка                    |
| Йебин                 | Кан Йе Бин            | 19.10.1998    | Главный рэпер                         |
| Бада                  | Ким Ба Да             | 28.05.2002    | Главный танцор, саб-вокалистка, маннэ |

## Дискография

### Синглы
| Название                                                                   | Год  | Высшая позиция | Высшая позиция | Альбом    |
| Название                                                                   | Год  | KOR            | US World       | Альбом    |
| -------------------------------------------------------------------------- | ---- | -------------- | -------------- | --------- |
| «Drip»                                                                     | 2019 | —              | 18             | New Start |
| «—» означает, что релиз не попал в чарт или не был выпущен в данной стране |      |                |                |           |

## Фильмография

### Реалити-шоу
- История Hinapia (с 2019)

## Награды и номинации

### K-Champ Awards
| Год  | Номинация           | Что номинировано | Результат |
| ---- | ------------------- | ---------------- | --------- |
| 2020 | Лучший новый артист | Hinapia          | Номинация |